# Объединённый демократический фронт Свазиленда
Объединённый демократический фронт Свазиленда (англ. Swaziland United Democratic Front) — коалиция продемократических сил Эсватини (Свазиленда), включающая политические партии, профсоюзы, общественные организации и церкви.
Объединённый демократический фронт Свазиленда был сформирован 2 февраля 2008 года в отеле Tum’s George в Манзини (Эсватини). В учредительном совещании приняли участие 120 человек из различных организаций, но в основном из следующих:
- Народное объединенное демократическое движение (PUDEMO)
- Национальный освободительный конгресс Нгване (NNLC)
- Федерация профсоюзов Свазиленда (SFTU)
- Федерация труда Свазиленда (SFL)
- Национальная ассоциация учителей Свазиленда (SNAT)
- Национальный союз студентов Свазиленда (SNUS) (высшие учебные заведения)
- Ассоциация школьных учеников Свазиленда (SAS) (начальные и средние школы)
- Национальная ассоциация бывших шахтёров Свазиленда (SNEMA)
- Коалиция ассоциаций неформальной экономики Свазиленда

Численность индивидуальных членов всех этих организаций составляла около 100 000 человек.

## Миссия SUDF
Создание SUDF стало результатом растущего убеждения в том, что для формирования сильного гражданского общества, способного активно работать над демократизацией и искоренением нищеты, необходимо большее единство и координация между гражданскими организациями Свазиленда.
Создание SUDF явилось согласованной попыткой этих организаций расширить пространство для демократического участия для социально-экономически и политически маргинализованных слоев населения Свазиленда. Во многом они ориентировались на опыт Объединённого демократического фронта в ЮАР, объединившего различные группы для борьбы против апартеида.
Пространство для протестных действий в африканской автократической монархии на тот момент (в условиях существующего с 1973 года запрета политических партий) было в основном ограничено рабочим движением, завоевавшим себе возможность легальных действий посредством Законом о производственных отношениях. Поскольку профсоюзы являются костяком SUDF, это объединение имеет все возможности для расширения пространства для такого рода действий. Ведущие профцентры SFTU и SFL, участвовавшие в SUDF, затем слились в Конгресс профсоюзов Эсватини. На персональном уровне ведущую роль в SUDF также играли выходцы из профсоюзной среды, например, секретарями Фронта были Винсент Нконгване из SFL и Мдудзи Гина из SFTU.
В 2009 году 5000 членов SUDF одобрили Декларацию Манзини. Декларация Манзини представляет собой заявление о миссии, подтверждающее приверженность SUDF правам человека и демократическому развитию. Она излагает основные требования членских организаций:
- Создание многопартийной демократии, где все граждане имеют право свободно участвовать в политической деятельности, включая создание политических партий.
- Замена абсолютной монархии конституционной монархией, где полномочия короля ограничены демократической конституцией.

- Защита всех прав человека, включая свободу слова, собраний и ассоциаций.
- Освобождение политических заключённых и прекращение репрессий.

- Экономическая справедливость, включая справедливое распределение ресурсов, доступ к качественному образованию и здравоохранению, а также борьба с бедностью и безработицей.
- Соблюдение прав трудящихся и профсоюзов.

Во многом сходную с SUDF роль в современной Эсватини играет Многосторонний форум (Multi-Stakeholder Forum, MSF).